# Fermin Muguruza
Fermin Muguruza Ugarte (Irún, Guipúzcoa, 20 de abril de 1963) es un cantante, instrumentista, productor musical y director de cine español hermano de los también músicos Iñigo Muguruza y Jabier Muguruza. Ha sido definido como «una de las figuras más influyentes y carismáticas del panorama musical vasco».
Comenzó su carrera musical fundando, junto a su hermano Iñigo, el grupo musical Kortatu, uno de los grupos más importantes dentro del denominado Rock Radical Vasco y pioneros en introducir el ska y el dub en el panorama musical español. En el grupo, Fermin se encargó de tocar la guitarra y cantar como voz principal. La mayor parte de los temas del grupo fueron compuestos por los dos hermanos.
Cuando Kortatu se disolvió, formó, de nuevo junto a Iñigo y Kaki Arkarazo, el grupo de rock Negu Gorriak, que ha sido calificado como «uno de los más importantes de los años 1990». Fermin dejó a un lado la guitarra y se convirtió en la voz principal, ejerciendo como carismático frontman. Junto con sus compañeros de grupo, fundó la discográfica Esan Ozenki Records para actuar siempre dentro del marco de la autogestión.
Después de la disolución de Negu Gorriak comenzó su carrera en solitario, practicando un estilo de fusión con elementos de ritmos latinos, rock, hip hop, funk, soul y drum and bass pivotando alrededor del reggae y el dub.
Ha colaborado con muchos artistas de talla internacional como Manu Chao, Banda Bassotti, Amparanoia, Tijuana No!, Albert Pla, Zebda, Desorden Público, Reincidentes, Angelo Moore, Refree, Obrint Pas, Manolo Kabezabolo, Peret, Robe Iniesta, Mad Professor, Alpha & Omega, Smith & Mighty, Fun-Da-Mental, Toy Selectah, Clive Hunt, Toots Hibbert, U-Roy, I Threes, Luciano, DAM (grupo de rap palestino), Esne Beltza, Mala Rodríguez, Green Valley, Rosalía, Malena D'Alessio o The Suicide of Western Culture. 
En aspectos extramusicales, ha ejercido como columnista en los periódicos Argia y Egin, y condujo un programa de radio en Egin Irratia. También ha dirigido el documental Checkpoint Rock, dedicado a músicos de Palestina, y una serie documental para Al-Jazeera sobre músicos del mundo árabe y norteafricano.
A nivel político, Muguruza ha sido un personaje alineado. Se declara de izquierdas, abertzale e internacionalista. Ha colaborado o simpatizado con numerosas organizaciones políticas vascas, como las Gestoras Pro Amnistía o Herri Batasuna. En 1999, fue candidato independiente dentro de las listas de Euskal Herritarrok en las elecciones al Parlamento Europeo.

## Datos biográficos
Desde pequeño, con 6 años, aprendió solfeo, a tocar el acordeón y la guitarra. Compartió el mismo interés por la música que sus otros dos hermanos: Iñigo (más pequeño que él) y Jabier (mayor que él). Entre los tres consiguieron reunir una colección de más de 2000 discos, que tuvieron que repartir cuando Jabier se marchó de casa.
Muguruza estudió pedagogía en la Universidad de Salamanca, donde empezó a dar muestras de querer montar un grupo. Fue tras ver un concierto de The Clash en San Sebastián cuando finalmente se decidió a montar un conjunto musical.

## Carrera musical
La música de Fermin Muguruza parte principalmente del reggae y el dub, fusionado con elementos del soul, la música electrónica, el drum and bass, el folclore vasco, el jazz o el hip hop. 

### Kortatu: los años 1980

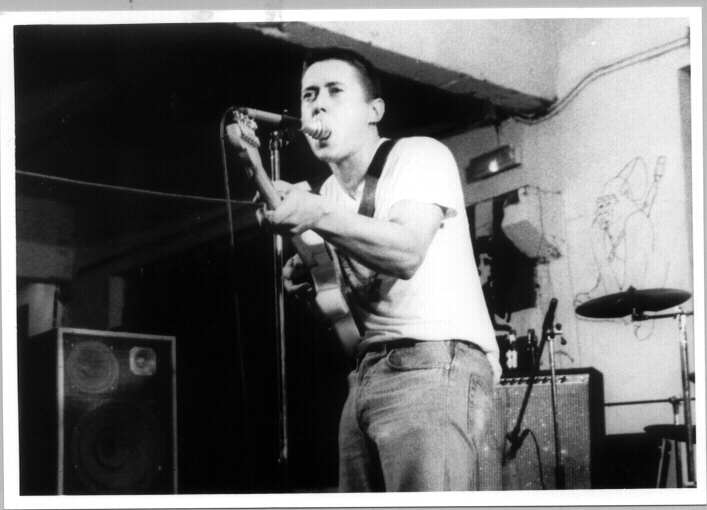
Fermin Muguruza en la época de Kortatu, durante un concierto en el gaztetxe de Egia.

En 1984 fundó, junto a su hermano Iñigo y a Mattin Sorzabalbere (más tarde sustituido por Treku Armendáriz), el grupo Kortatu. Fermin se encargó de cantar y tocar la guitarra, Iñigo se encargó del bajo y Treku de la batería. Aparecieron encuadrados en el llamado Rock radical vasco y fueron pioneros en introducir el ska en el País Vasco así como en el resto de España.
El grupo se dio a conocer en un recopilatorio llamado «El disco de los cuatro» (Soñua, 1985), junto a Cicatriz, Jotakie y Kontuz-Hi!. Posteriormente grabaron tres álbumes de estudio (Kortatu, 1985; El Estado De Las Cosas, 1986; Kolpez Kolpe, 1988) un disco en directo (Azken Guda Dantza, 1988) , un recopilatorio para Europa (A Frontline Compilation, 1988) y un maxi-single (A La Calle, 1986), además de un puñado de sencillos.
Kolpez Kolpe fue un disco fundamental en su carrera, ya que es el primero en el que compusieron todas las canciones en euskera, idioma que tenían recién aprendido. Además, el productor fue Kaki Arkarazo (entonces guitarrista de M-ak), quien se incorporó a la banda como segundo guitarrista.
Después de la grabación de Azken Guda Dantza el grupo se separó. Durante sus cuatro años de vida dieron un total de 280 conciertos por toda la geografía española y por numerosos países europeos.

### Negu Gorriak: los años 1990
Después de dos años de inactividad, Fermin (voz), Iñigo (guitarra) y Kaki (guitarra) formaron una nueva banda: Negu Gorriak, con la que explorarían la fusión con nuevos ritmos (rap, hardcore y ritmos latinos). En 1990 apareció su primer disco: Negu Gorriak, pero decidieron que no saldrían de gira por el momento. Su primer gran concierto lo reservaron para la marcha que hacen todos los años familiares de presos vascos a la cárcel de Herrera de la Mancha (concierto que aparecería en el vídeo Herrera de la Mancha. 90-12-09). En este concierto se les unió como bajista Mikel «Anestesia».
En 1991 dieron un paso de gigante. El trío inicial se configuró definitivamente como quinteto con la incorporación de Mikel «BAP!!» a la batería. Además, sacaron adelante su propia compañía discográfica: Esan Ozenki Records. Con la recién creada compañía editaron un nuevo disco Gure Jarrera, que fue unánimemente alabado por la crítica musical (desde Radio 3, El País, o la revista musical Rockdelux, que eligió Gure Jarrera como disco nacional del año). Esta vez el grupo inició una gira (llamada Gora Herria/Power to the People Tour 91) que les llevó por países como Francia, España, Italia, Reino Unido y Cuba. Como testimonio editaron el maxisencillo Gora Herria, con cortes grabados en directo durante la gira.

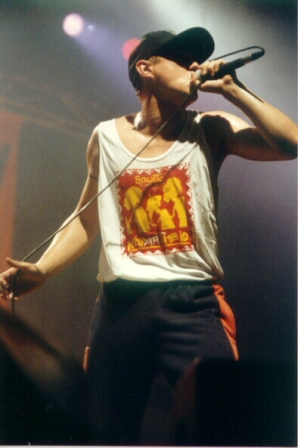
Fermin Muguruza durante un concierto de Negu Gorriak en Pamplona en 1992.

En 1993 apareció, según la crítica, la obra cumbre del grupo, el doble vinilo Borreroak Baditu Milaka Aurpegi. Incluso diarios conservadores como ABC o El Correo Español se mostraron elogiosos respecto al nuevo álbum de Negu Gorriak. Rockdelux volvió a premiarles con el primer puesto de la lista de mejores discos nacionales y con el puesto número 30 en la lista de «Los 100 mejores discos españoles del siglo XX». El grupo se embarca en Itxurakeriari Stop!! Hypocrisy Tour 93, una nueva gira (la más larga que realizaron en su historia) que les llevó por la República Checa, Italia y Alemania, terminando el 30 de octubre en Bilbao ante 9.000 personas. El concierto se grabó y se editó como Hipokrisiari Stop! Bilbo 93-X-30.
En mayo de este año, el Teniente-Coronel de la Guardia Civil Enrique Rodríguez Galindo demandó a Negu Gorriak por un delito de «daños al honor y difamación del buen nombre». El motivo fue la canción «Ustelkeria» (de Gure Jarrera), en la que Negu Gorriak, basándose en un informe del fiscal donostiarra Luis Navajas, acusaron al Coronel de narcotráfico. Galindo exigió un pago de 15 millones de pesetas (90.000 euros), además de no poder tocar la canción en directo, ni incluirla en futuras reediciones de Gure Jarrera.
Durante 1994 no editaron ningún trabajo de estudio, pero realizaron sus primeras giras por América Latina: una gira solidaria con el FMLN en El Salvador y el Hegoamerikan Tour 94, por Chile, Argentina y Uruguay. A modo de resumen de lo hecho durante el año, editaron otro vídeo, Negu Gorriak Telebista.
Durante la gira por Argentina, Muguruza trabó amistad con Fidel Nadal, vocalista de Todos Tus Muertos y gran admirador de Negu Gorriak. Muguruza produjo el LP de los argentinos Dale Aborigen (1995), en el que estos realizaron una versión del tema de Negu «Lehenbiziko bala»). Además compuso el tema «Alerta guerrillas» y puso la voz en varios cortes del álbum.
En 1995 apareció el cuarto trabajo de estudio de los vascos, Ideia Zabaldu. Se da un giro en el sonido hacia ritmos latinos, como resultado de sus giras por Latinoamérica por lo que el disco es mucho más positivo que el oscuro y denso Borreroak.
Aunque la demanda de Galindo fue desestimada en los Juzgados de Primera Instancia, la Audiencia Provincial de San Sebastián falló a favor de este, lo que hizo peligrar el futuro del grupo y la discográfica, ya que no disponían de los más de 60.000 euros que les condenaron a pagar al recién ascendido a General. El grupo recurrió ante el Tribunal Supremo y la sentencia quedó a la espera de la resolución por este tribunal. En junio, Negu Gorriak se lanzaron otra vez a la carretera, iniciando también una campaña de solidaridad y a favor de la libertad de expresión, que culmina con la edición de un recopilatorio solidario con el grupo en Italia: Parla! Libertà d'espressione (Radio Tandem, Esan Ozenki-Gora Herriak, 1996). Negu Gorriak contribuyen con el tema «Ume Hilak». Durante este año, Fermin ejerció como productor de las suizas Wemean. El resultado es el álbum Wemean (Esan Ozenki-Gora Herriak, 1996), en el que además, pone su voz en el tema «Stop al pánico».
En 1996 Negu Gorriak editó el disco Ustelkeria (Esan Ozenki). El álbum tuvo como objetivo recaudar fondos ante el proceso judicial abierto, y contiene rarezas, caras B de sus sencillos y un tema inéditos. Este mismo año Negu Gorriak se disolvieron, dando su último concierto en las jornadas organizadas por las asociaciones juveniles Jarrai y Gazteriak, compartiendo cartel con Zebda, Dut y Body Count. Con la noticia de su disolución, entregaron su último disco de estudio, Salam, Agur (Esan Ozenki), compuesto enteramente por versiones de grupos que influenciaron a los vascos como The Clash, Minor Threat, Bob Marley, Public Enemy, N.W.A., Redskins, Linton Kwesi Johnson, Dead Kennedys, The Who u Otis Redding. El grupo prometió volver si ganaban el juicio.

### Abrir las puertas: el disco con Dut
Un año después de la disolución de Negu Gorriak, Muguruza se une al grupo Dut para publicar un solo disco, Ireki Ateak (Esan Ozenki, 1997), firmado con el nombre de Fermin Muguruza eta Dut. Tras esta colaboración inicia su carrera en solitario que se destacaría por la fusión de diversos estilos.

### Brigadistak Sound SystemyDub Manifest
En 1999 apareció su primer disco en solitario: Brigadistak Sound System. En él, se mezclan reggae, ska, rock y jungle, con algunos elementos de raggamuffin o salsa, y participando multitud de artistas internacionales. El disco se inició con una colaboración entre Fermin y los venezolanos Desorden Público. Así, cada canción está grabada en un punto diferente del planeta, desde Roma hasta Caracas, pasando por Los Ángeles , París, La Habana o Barcelona. En este disco Muguruza no se arropó con una banda (lo que es habitual en sus discos posteriores), sino que cada canción estaba grabada con diferentes bandas y músicos, como Banda Bassotti, Hechos Contra el Decoro, Manu Chao, Amparo Sánchez (de Amparanoia), Angelo Moore (de Fishbone), el grupo cubano Los Van Van o los argentinos Todos Tus Muertos. El propio nombre hace referencia a las diferentes personas que se involucraron, a la manera de unos «Brigadistas Internacionales del Rock». Las mezclas finales se realizan en los Estudios Katarain (Azkarate, Navarra) de mano de Kaki Arkarazo.
La temática del disco es bastante heterogénea. Desde una perspectiva abertzale («Harria») pero sin perder el internacionalismo («Brigadistak»), Fermin toma la palabra («Hitza Har Dezagun») y se convierte en una «nación andante» («Nazio Ibiltaria Naiz»), reclamando los derechos de los pueblos oprimidos («Newroz», «Maputxe») y arremetiendo contra los poderosos, sus instituciones y su «mirar para otro lado» («Puzka» o «Urrun»). No faltaron versiones de «54-46, That's my number» de sus admirados Toots and The Maytals («54-46») o del poema del escritor vasco Joseba Sarrionandia («Eguraldi Lainotsua Hiriburuan»). También, aparte del euskera, aparecieron en el disco multitud de lenguas, desde el español al francés, pasando por el aragonés, catalán, mapudungun, kurdo o inglés, entre otras.
El disco obtuvo buenas críticas. Rockdelux lo situó en el puesto 55 de una lista de «los 100 mejores discos españoles del siglo XX». Fermin fue premiado en la IV Edición de los Premios de la Música que concede anualmente la SGAE en la categoría de «Mejor Canción en Euskera» por «Urrun». Muguruza se negó a aparecer en la gala y rechazó el premio:

«Hacer un premio aparte para la música en euskera o en catalán, aunque sea para darles una relevancia que de otro modo no tendrían, no me parece bien. Si se hace un patronato o academia para dar los premios que no haga un apartado especial a nuestra lengua porque entonces, en vez de apoyar, se discrimina: una canción en euskera nunca podrá ser la mejor del año porque siempre estará apartada. De todos modos, yo, con esto de los premios, soy más como Woody Allen y sólo asisto si creo que puedo aportar algo. Una vez recogí uno que Radio 3 dio a Negu Gorriak. Era una fiesta en un club y era otra movida: el movimiento por la insumisión estaba superfuerte y aproveché para dedicar el premio a los insumisos.»

Ese mismo año apareció ErREMIXak, un disco con siete remezclas de otras tantas canciones de Brigadistak Sound System. Apareció primero como CD exclusivo de la revista Entzun!!, pero más tarde se editó para su venta en tiendas.
Para presentar el disco en directo, Muguruza formó la Fermin Muguruza Dub Manifest, banda de apoyo formada por músicos de diferentes países, la mayoría de los cuales habían colaborado en la grabación de Brigadistak Sound System: Sorkun (coros, exvocalista del grupo de punk-rock vasco Kashbad), Mikel Abrego (batería de BAP!!, Nación Reixa o Negu Gorriak), Oskar Benas (por entonces guitarrista de La Bemba Blanch y Symbium Pandora), Hugues Schecroun (teclados, miembro de la banda francesa Spartak Dub International), Brice Toutoukpo (bajo, también de Spartak Dub International), Stefano Cecchi (trompeta del grupo de reggae italiano Ramiccia) y Francesco "Sandokan" Antonozzi (trombón, también de Ramiccia). Con ellos inició una gira que les llevó diferentes lugares de España, así como a Italia, Francia o Los Ángeles.
Con esta misma banda grabó su segundo trabajo en solitario: FM 99.00 Dub Manifest (2000). El disco se adentró en los terrenos de la música electrónica y el drum and bass sin perder el reggae y el ska como bandera. Las colaboraciones son también destacadas, como las de Magyd Cherfi y Mustapha Amokrane (del grupo Franco-argelino Zebda) en «Bere-Bar», Selektah Kolektiboa (grupo pionero en hacer hip-hop en euskera) en «Diru espainol zikina» o Nacho Murgui (exvocalista de Hechos Contra el Decoro) en «Radical chic».
La banda inició una nueva gira europea, y llegó a tocar por primera vez en Japón (en el Festival Fuji-Rock) y en Quebec (en el Fortuna Reggae Festival). Cuando terminó la gira de 2001, la Dub Manifest se desintegró y Muguruza comenzó a preparar nuevos proyectos, incluida una reunión de Negu Gorriak.
Durante estos dos años, colaboró en diferentes grabaciones de varios grupos: con los asturianos Dixebra, poniendo su voz al tema «Wilma Loulé» incluido en el disco Glaya un país (2000), con Reincidentes en el tema «Un pueblo» del disco Y ahora Qué (2000) y con Desorden Público en «Cyber-revolucionario» del disco Diablo (2000).
Además, Muguruza compuso dos canciones («Furtibo putakumiak» y «Basurdea») para la banda sonora del cortometraje de Ane Muñoz Basurdea. «Furtibo putakumiak» se editó en el recopilatorio 21 inéditos y exclusivos (2002), con motivo de la edición del número 200 de la revista Rockdelux.

### «Negu Gorriak: la victoria es nuestra»
El 7 de junio de 2000, el Tribunal Supremo absolvió a Negu Gorriak de todos los cargos al considerar que la querella de Galindo estaba mal planteada Los abogados de este no recurrieron, y Negu Gorriak anunciaron, en enero de 2001, la victoria sobre el Guardia Civil y la celebración de dos conciertos de Negu Gorriak como despedida final y agradecimiento a todo el apoyo recibido durante el proceso. Los conciertos se celebraron en febrero en Bayona (4000 personas) y en el velódromo de Anoeta en San Sebastián (13 000 personas). Debido a la venta masiva de entradas (se agotaron en menos de un mes) y a la expectación creada, el grupo anunció que se realizarían dos conciertos en Anoeta. Además, se reeditó Ustelkeria para su venta en tiendas. Alrededor de 30 000 personas fueron testigos de los tres últimos conciertos de Negu Gorriak.
La reagrupación de Negu Gorriak hizo que los italianos Banda Bassotti, disueltos en 1994, se reagrupasen también para tocar como teloneros. Con estos conciertos, la Banda Bassotti comenzó a publicar nuevos discos. El primero de ellos, Un Altro Giorno D'Amore (Gridalo Forte, 2001) es un doble CD grabado directo durante el concierto que dieron en el Centro Social Okupado Villaggio Globale (Roma). En este concierto, apareció Muguruza e interpretó con ellos los temas de Kortatu «La línea del frente» y «Zu Atrapatu Arte».
Esan Ozenki, discográfica siempre unida a Negu Gorriak, se disolvió junto con el grupo, pero reapareció como un nuevo proyecto: Metak (y Gora Herriak se transformó en Alter-Metak). Así, Muguruza abandonó la gestión del sello y se centró desde entonces en su música. A comienzos de 2006, Metak anunció su desaparición ante las malas ventas de discos.

### Comunicación-Incomunicación
Durante 2002 Muguruza empezó a darle forma a un nuevo trabajo de estudio. Dejar su trabajo en Esan Ozenki le permitió concentrarse en el que iba a ser su proyecto más ambicioso. Para ello se puso en contacto con diferentes músicos para darle al disco un aire más reposado y menos bailable que los anteriores. Eligió a Mikel Abrego (batería) y a Alfonso Arias «Papuchi» (exguitarrista de Alcohol Jazz o los ya extintos Hechos Contra el Decoro) como embrión de la nueva banda. Este último puso a Muguruza en contacto con Eva Reina (coros) y Andrés Belmonte (bajo), miembros también de HCD. Más tarde se incorporaron Begoña Bang Matu (coros, excantante de Malarians), Eric Herrera (trombón de Dr. Calypso y Amousic Skazz Band), Gorka Benítez (saxo), Raynald Colom (trompeta), Mikel Azpiroz (piano y teclados), Joseba Tapia (trikitixa) y DZ (DJ de Selektah Kolektiboa) a los platos y scratch, que aparece como un instrumento más. Los vientos, guitarras y el piano le daban al disco un aire jazz, mientras que los coros se acercaban al soul. La base reggae se consiguió con bajo-batería, mientras que el toque electrónico lo proporcionaron los scratch y las programaciones. Muguruza abandonó la espontaneidad y se adentró en la búsqueda de detalles e instrumentaciones más trabajadas. La mezcla de ritmos es exactamente lo que estaba buscando Muguruza, quien, en varias ocasiones, declaró que este era su trabajo más cuidado y trabajado.
La grabación se realizó en los Estudios Garate, ejerciendo Kaki Arkarazo como productor. Tras tres semanas se inició la masterización en los Estudios Translab de París con Pompon Filkenstein a los controles. El disco, llamado In-komunikazioa, apareció en octubre de la mano de un nuevo subsello de Metak: Kontrakalea Ekoizpenak, que de aquí en adelante publicó todos los trabajos de Muguruza y de músicos bajo su tutela (los discos en solitario de Sorkun y Áfrika, la banda de rap del País Vasco francés MAK, ...).
El disco partía de las bases de FM99.00 Dub Manifest y se introdujo en terrenos más reggae («Zubizuria», «Beti izango dugu Bilbao», «Bidartean») y soul («Azperena», «Armagideon tenoreko aztarnak»), lo que, junto a sus letras, le dio un toque más intimista y sosegado. Aun así, no falta un drum'n'bass como «Leonard Peltier free» o temas más bailables como «Hiri debekatura bidai txartela» con elementos del funk. Como es habitual, aparecen varios colaboradores, como la rapera Ari, Rude o Áfrika.
El disco fue muy bien recibido por la crítica (obtuvo el puesto número 12 en la lista de «Mejores Discos Nacionales de 2002» de Rockdelux) y Muguruza ganó de nuevo el premio a la «Mejor Canción en Euskera» en la VII Edición de los Premios de la Música con «In-komunikazioa». Esta vez, Muguruza sí acudió a recoger el premio con una idea en la cabeza: al recoger el trofeo, se lo dedicó a trabajadores del periódico Euskaldunon Egunkaria cerrado por su presunta relación con ETA, solidarizándose así con ellos. La dedicatoria no sentó bien a un sector del público asistente a la gala, que empezó a silbar y abuchear al músico. En la rueda de prensa posterior sufrió también el ataque de varios periodistas, pero tampoco faltaron las muestras de solidaridad de algunos de los asistentes al acto:

«Todos esos periodistas iban a derribar... es esa política del acoso y derribo. Iban a derribarme a mi, ya no como artista pues no podían ya me habían entregado un premio, pero sí como persona que dice lo que piensa. Lo único que hacían era atacar, chillar, gritar, entonces imagínate para mantener en esos momentos el temple y poder contestar de una manera razonable… lo hice de la manera que puede, pero fue de vergüenza y dejaron bien claro que tipo de periodistas son.

[...] por otro lado he recibido el apoyo de cientos de periodistas y músicos del Estado español que se han estado solidarizando conmigo y de hecho también con lo que dije... Que fue denunciar el cierre del periódico Egunkaria por las armas, pues así fue. Allí mismo también hubo gente que aplaudió... Ojos de Brujo o Diego Manrique. Y ahora estoy recibiendo cartas de Andrés Calamaro o de otro montón de músicos que están escribiéndome y diciéndome "que vergüenza el panorama de los músicos que estuvieron el otro día presentes en la sala y que se pusieron a abuchear".»

Debido al embarazo de Eva Reina, Muguruza pospuso la presentación del disco en directo. No habría gira, por el momento, aunque sí algunos conciertos aislados. El primero de ellos fue justo el día en que recogió el premio de la SGAE. Se presentó en el centro Social Okupado El Laboratorio de Madrid junto a «Papuchi» y Begoña Bang Matu e improvisaron un concierto. La nueva banda de Muguruza (Fermin Muguruza kontrabanda) estaba formada por Mikel Abrego (batería), «Papuchi» (guitarra), Eva Reina (coros y teclados), Andrés Belmonte (bajo), Begoña Bang Matu (coros), Sorkun (coros), Jon Elizalde (trombón), Igor Ruiz (saxo), Aritz Lonbide (trompeta), Kristina Solano (trikitixa) y DZ (platos y scratch). Los primeros conciertos de la banda fueron en el festival Bizi Gara («Estamos Vivos») junto a Sorkun, Kuraia, -Gailu y Bad Sound System. Los conciertos se celebraron a finales de noviembre de 2002 en Hazparne (País Vasco francés) y San Sebastián. El 23 de noviembre, aprovechando unos ensayos en Madrid, la Kontrabanda realizó un concierto sorpresa en la Sala Caracol con motivo del «Aguascalientes Zapatista» que se estaba celebrando en la ciudad. Al día siguiente, Muguruza participó en la presentación de la revista zapatista Rebelión junto al director de ésta, Manu Chao y Fernando León de Aranoa. El 5 de diciembre volvieron a actuar en el Festival Transmusicales de Rennes, en Bretaña. Fue el último concierto, por el momento, de la Kontrabanda.
Con el disco terminado fue invitado por Raül Fernández (del grupo Refree) a interpretar un tema junto con la orquesta The Rockdelux Experience en un concierto que se va a ofrecer el 30 de octubre para celebrar la salida del número 200 de la revista Rockdelux. El concierto consistió en una selección de 19 canciones interpretadas por The Rockdelux Experience y cantadas por diferentes músicos como Nacho Vegas, Fernando Alfaro (de Chucho), J (de Los Planetas) o Miguelito «Superstar» y Paquito «Sex Machine» (de la Fundación Tony Manero). Por su parte, Muguruza interpretó el tema «Neskak Zero Katea Ikusten Du», versión en euskera de «She Watch the Channel Zero?!» de Public Enemy, que ya habían hecho Negu Gorriak en el disco Salam Agur. El concierto se editó en un CD que acompañó al número 209 de la revista: The Rockdelux Experience. 30.10.2002 (Sinedín-Rockdelux, 2003).
En 2003 salió a la calle Irun Meets Bristol. Komunikazioa, un disco de remezclas de In-komunikazioa. El disco fue fruto de la colaboración entre Muguruza y diferentes músicos de Bristol (Reino Unido). Fermin mostró así las dos caras de la moneda: la incomunicación, el pesimismo y los ritmos sosegados de In-komunikazioa se transformaron en la comunicación, el positivismo y los salvajes ritmos drum'n'bass de Komunikazioa. Los días 12 y 13 de abril aparecieron los primeros números del diario Egunero, sucesor de Egunkaria. A modo de campaña de apoyo al nuevo periódico, el disco pudo conseguirse junto con éste, y parte del dinero recaudado fue donado al diario. El 14 de abril se puso a la venta en las tiendas de discos. También se puso a la venta una edición con los discos juntos: In-komunikazioa/Komunikazioa Kutxa (Kontrakalea-Metak).

### Jai-Alai Katumbi Express
Debido a este parón, en 2003 se embarcó junto a Manu Chao y su banda Radio Bemba Sound System en una gira llamada Jai-Alai Katumbi Express. El proyecto nació en el «Aguascalientes» de Madrid, donde se encontraron Chao y Muguruza. En un primer momento los músicos dieron conciertos en salas de pequeño aforo. Los temas que interpretaron eran mezclas de canciones de Manu Chao-Mano Negra y de Fermin-Negu Gorriak. De esta manera, «Merry Blues» se mezcló con «Maputxe» o «Peligro» con «Eguraldi lainotsua hiriburuan». Durante tres meses (de febrero a abril) recorrieron buena parte de la geografía española, para salir más tarde a una mini-gira europea por Francia, Holanda y Bélgica. En esta gira decidieron abandonar el formato de salas de pequeño aforo y cambian para hacer conciertos multitudinarios, cosa que harían también en la tercera fase de la gira. Durante su estancia en Francia tocaron por sorpresa el 31 de mayo en Annemasse, dentro de los actos organizados contra la reunión del G8 que se estaba realizando en ese momento en Evian.
En agosto comenzó en el País Vasco francés la tercera fase de la gira, que continuó por Italia, Suiza y Alemania. Los últimos conciertos estaban programados para diferentes ciudades de España: tres días en Pamplona, el 26 en Vigo, el 28 y 29 en Madrid, el 30 en Tenerife, el 2 de septiembre en Málaga, el 4 en Murcia y para finalizar el 6 en Rubí (Barcelona). Antes del concierto de Málaga, la Asociación de Víctimas del Terrorismo (AVT) pidió que no se cediese el polideportivo municipal «José María Martín Carpena» (concejal malagueño del Partido Popular asesinado por ETA en julio de 2000), ya que consideraban un insulto que actuase allí Fermin Muguruza, ya que lo acusaban de haber militado en Batasuna y de hacer apología de ETA. La AVT pidió a otros ayuntamientos que no cedieran las instalaciones municipales si Fermin Muguruza actuaba. Manu Chao se negó a actuar sin Muguruza y las presiones resultan en la suspensión de los conciertos de Málaga y Murcia. Durante estos días se multiplicaron en la prensa española las críticas a Muguruza., De igual manera, numerosos músicos, colectivos políticos y particulares firmaron un comunicado de apoyo a los dos músicos.,
La AVT esgrimió como prueba la canción «Sarri, Sarri», uno de los grandes éxitos de Kortatu (de 1985), cuya letra celebraba la huida de la cárcel de Martutene de Joseba Sarrionandia y de Iñaki Pikabea, condenados por su pertenencia a ETA. Finalmente, Fermin Muguruza fue denunciado por la AVT y la Plataforma Convivencia Cívica Catalana ante la Fiscalía del Tribunal Superior de Justicia de Cataluña por apología del terrorismo., Más tarde, Manu Chao ironizaría con respecto a la denuncia:

«[...] La citada canción es del primer disco de Kortatu compuesta hace 18 años sin que hasta el día tengamos constancia que se haya interpuesto denuncia por ello. A pesar del tono de las declaraciones de Fermin y Manu parece que la AVT o la plataforma Convivencia "Cívica" Catalana se personaron en el concierto de Rubí y sólo pueden "agarrarse" para mantener sus "tesis" que Muguruza cantó "Sarri-Sarri", por otra parte correado (sic, por coreado) en la sala sin (que) tampoco hayan denunciado a los asistentes del concierto por co-autores o colabores necesarios.»

Desde entonces Fermin Muguruza ha sufrido un boicot junto con otros grupos vascos como Soziedad Alkoholika y Su Ta Gar, debido a las presiones de la AVT, a pesar de que ha declarado en muchas ocasiones no estar de acuerdo con la lucha armada de ETA:

«Particularmente, creo que en el momento en que ETA deje de actuar, que es lo que deseamos todos, debe haber un trabajo político para el que necesitaremos todas las herramientas que podamos tener en nuestras manos, incluso la desobediencia civil, pero, después de lo que ha hecho el gobierno español, hay que tener en cuenta que cualquier colectivo que moleste a ese estado puede desaparecer. Ten cuidado: igual ahora tu revista también se convierte en terrorista por publicar entrevistas como ésta.»

«Llevo años afirmando que estoy en contra de la violencia de ETA, pero parece que no se me hace caso, que no se me quiere creer. Sí, soy independentista y de izquierdas, pero eso no significa que esté a favor de la violencia, por eso creo que todo esto no es sino una persecución ideológica que pretende evitar que todas las vías políticas sean consideradas a la hora de buscar soluciones a un panorama político que parece interesar se encone cada día más.»

«Yo no apoyo la lucha armada, aunque sí soy militante de Batasuna. Ojalá ETA iniciara una nueva tregua. Igual que EEUU, que debería declarar una tregua a los demás países del mundo.»

### Komunikazioa Tour
Una vez terminada la gira Jai-ALai Katumbi Express y recuperada Eva Reina de su parto, La Fermin Muguruza Kontrabanda puso en marcha el Komunikazioa Tour. La trikitilari Kristina fue sustituida por Xabi Solano. Los primeros conciertos son el 28 de septiembre en Artozki y el 22 de noviembre en los campamentos de refugiados saharauis de Tinduf (Argelia), en el marco del Sahara Festival.
El 27 comenzó una accidentada gira por España. La AVT continuó con su política de presión a los diferentes Ayuntamientos y salas de conciertos que programaban a Muguruza, consiguiendo que se suspendiesen los conciertos de Logroño, Asturias, Murcia, Valencia, Castellón, Huesca, Zaragoza y Madrid. En muchos casos la banda pudo actuar con el apoyo de los propios Ayuntamientos, como fue en el caso de Córdoba y Mérida. En el caso de los conciertos de Madrid y Valencia, estos se suspenden debido a las amenazas de grupos de ultraderecha contra los propietarios de las salas Repúblika (Valencia) y Caracol (Madrid). Las amenazas de grupos de extrema derecha no eran nuevas. En 2001, se detuvo a un grupo de personas a las que les explotó accidentalmente un artefacto explosivo de fabricación casera que pensaban detonar durante un concierto de Fermin Muguruza. En 2005 los acusados fueron condenados a seis años de prisión por la Audiencia de Barcelona. La primera parte de la gira termina con doblete en Barcelona, en la Sala Apolo. Testimonio de esta gira es el disco en directo Sala Apolo, Barcelona 21/01/04 (Kontrakalea-Metak, 2004), grabado en esos últimos conciertos.

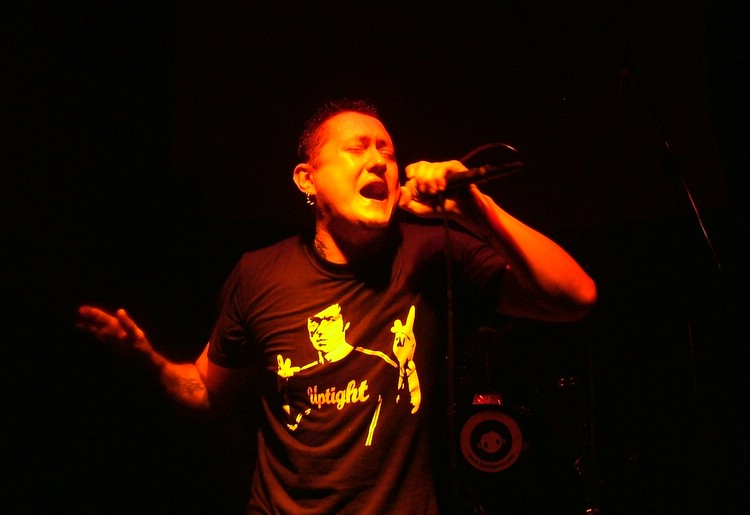
Fermin Muguruza durante el concierto que ofreció el 16 de mayo de 2004 en Montevideo.

La segunda parte de la gira llevó a la Kontrabanda por todo el mundo. Arrancó el 24 de febrero en Toulouse y les llevó por Europa, Uruguay, Argentina, Chile, Estados Unidos de América, Japón y Canadá, así como por diferentes localidades españolas. La entrada a EE. UU. resultó difícil, ya que no obtuvieron el visado hasta dos semanas antes de sus actuación en el Sierra Nevada World Music Festival (en Angel's Camp, California) y en el Fillmore de San Francisco. En Japón actuaron de nuevo en el Fuji Rock y en el Radical Music Network Festival. También acudieron a Roskilde (Dinamarca), donde participan en el prestigioso Festival de Roskilde.
El 22 de mayo, consiguieron tocar en Madrid, en el municipio de Rivas-Vaciamadrid, gracias al apoyo del ayuntamiento local. El concierto, al igual que los que dio en 2002, se enmarcó en una campaña para festejar el vigésimo aniversario del levantamiento del EZLN. La Kontrabanda tocó en compañía de dos bandas locales: las hiphoperas BKC y Desechos (banda que surgió de las cenizas de Hechos Contra el Decoro). 24 horas antes del concierto y con 2000 entradas vendidas, el Gobierno de la Comunidad de Madrid, a través de su Dirección General de Relaciones con la Administración de Justicia y de Política Interior, decretó la prohibición del concierto argumentando que «[el concierto vulnera] los valores y normas de convivencia propugnados en nuestra Constitución». A pesar de todo, el concierto se terminó realizando, lo que le valió al Ayuntamiento de Rivas una multa de 30 000 euros. La asociación cultural Ladinamo (organizadora del concierto) lanzó un comunicado buscando apoyo frente a la amenaza de multa que se cernía sobre ella. Meses más tarde, la Comunidad de Madrid notificó a la asociación la apertura de un expediente de sanción que podría conllevar una multa de entre 30 000 a 300 000 euros, el cierre de su local (entre seis meses y dos años) y la prohibición de realizar actividades de cualquier tipo.
Durante la gira, Muguruza declaró que ya se encuentra cansado de la dinámica «disco-gira» y anunció su último concierto para el 16 de agosto dentro de la Semana Grande de Bilbao. Al concierto acudieron más de 20.000 personas.

### Nuevos proyectos
Debido a sus declaraciones sobre que el Komunikazioa Tour iba a ser su última gira, los rumores sobre la retirada de Fermin del mundo de la música se multiplicaron. Muguruza desmintió los rumores rápidamente, anunciando varios proyectos musicales.
De nuevo se encarga de la banda sonora de un cortometraje de Ane Muñoz (El Salto de Beamon). Así, graba «Beamon Jauzia», «Amesten» y «Beamon». Además, trabaja en canciones para la obra de teatro infantil Xomorroak (Bizitza Lorontzian)/Bichitos (La Vida en el Tiesto) dirigida por Anartz Zuazua y Klaus Groten. Como la obra se representa en euskera o en castellano, la banda sonora consta de 14 canciones en las dos lenguas. La obra de teatro trata sobre las aventuras de un conjunto de insectos que viven en un pequeño tiesto llamado Euskal Herria. Las canciones, en un lenguaje infantil, tienen una gran carga irónica (un guiño a los mayores que se acercan a verla) y van cargadas de mensaje para los más pequeños: en «Euliak eta Armiarmak/Moscas y Arañas» se censura la crueldad hacia los bichos, en «Charlie Legala Da/Charlie Es Legal» se critica a la manipulación de los medios de comunicación, en «La Guardia Insectil" se critica la persecución a inmigrantes por medio de los Cuerpos de Seguridad a la vez que se habla de tender la mano a la inmigración (legal o ilegal). En cuanto a la música, Muguruza se centra en ritmos electrónicos, Jungle, Drumm'n'bass y Trip-Hop, sin dejar de mano el rock, el raggamuffin o ritmos latinos en forma de tangos. Muguruza cuenta con la colaboración de Oskar Benas (guitarra y bajo), Xabi Solano (trikitixa), Matxinsalto Pottoloa (trompeta), Ehunzango Mehea (saxos) y Marisorgin Tsunamia (trombón). Para las voces, canta el propio Fermin, Sorkun, Fernando Sapo (cantante de Kuraia), Libe García y los propios actores de la obra: Aitor Gabilondo, Itziar Urretabizkaia, Asier Sota, Aitziber Garmendia, Carlos Salaberri y la directora Anartz Zuazua, así como más personas que aparecen en los coros de algunos temas. El disco se graba en los estudios Kontrakalea House (Irún) con Karlos Osinaga como técnico de sonido. La masterización se realiza en los estudios Katarain. El disco resultante Xomorroak (Bizitza Lorontzian)/Bichitos (La Vida en el Tiesto) (Kontrakalea-Metak, 2004) aparece en octubre y sólo se vende por correo o en las representaciones de la obra, pero a partir finales de abril de 2005 se pone en venta en las tiendas. El disco, además de los 28 cortes, incluye el «Xomorrokaraokea»: 8 canciones sin voces para cantar a modo de karaoke.
Edita un recopilatorio de su carrera en solitario: Fermin Muguruza 99 - 04 (Kontrakalea-Metak, 2004). El recopilatorio está formado por un DVD que recoge conciertos de las giras con Fermin Muguruza Dub Manifest y de la Fermin Muguruza Kontrabanda, así como sus vídeos de «Urrun», «Big Beñat» e «In-komunikazioa» y diferentes reportajes de las giras y eventos en los que se ha involucrado Muguruza en estos años. El DVD está acompañado de un CD recopilatorio de rarezas y remezclas. En el CD se recogen varios temas que Fermin había grabado para compilaciones («Bideak», «Dues Nations», «Guayaquil City», ...), sus contribuciones a las bandas sonoras de Basurdea y El Salto de Beamon, diferentes remezclas y colaboraciones (con Sorkun, Áfrika u Overbass).
Muguruza aparece de nuevo por los escenarios con diferentes apodos, como Kontrakantxa Sound Anti-System o DJ Laia. Aparece tocando o pinchando en diferentes eventos, como el «Gazte Eguna» del barrio de Intxaurrondo (San Sebastián) o la fiesta «Bizi Gara» que se realiza en Ámsterdam. Entre octubre de 2004 y mayo de 2005 aparece por ciudades como Berlín, Madrid, Barcelona, Nueva York, Amán o Damasco (estas últimas en Jordania). En Madrid, actuando como DJ Laia en una sesión en Ladinamo y en febrero actúa junto a «Papuchi» en un concierto dedicado a recaudar fondos para el viaje que los familiares de José Couso (camarógrafo español asesinado por un tanque del ejército estadounidense en Irak) pretenden realizar por Estados Unidos. Interpreta tres canciones en formato acústico, incluida «La Línea del Frente» de Kortatu.
El 22 de octubre aparece como Fermin Muguruza Trio Akustikoa junto a Xabi Solano (trikitixa) y Jon ELizalde (trombón) en un concierto homenaje al recientemente fallecido Laurel Aitken en Bolonia (Italia).
A finales de 2005 aparece un nuevo proyecto, Basque Fire Department, con el que da tres conciertos. El primero es en la fiesta del sexto aniversario de Bonberenea (casa okupada de Tolosa), el segundo con motivo del décimo aniversario del Kafe Antzokia de Bilbao y el tercero en la sala Arkupe de Aoiz, un pueblo amenazado por el pantano de Itoiz. Forman parte del nuevo proyecto Xabi Solano (trikitixa), Jon Elizalde (trombón), Sorkun (voz), Mikel Abrego (batería), DZ (platos y 'scratch') e Iñigo Muguruza (guitarra).

### Euskal Herria Jamaika Clash
Durante 2005 Muguruza compone nuevos temas para un nuevo disco que pretende grabar en Jamaica. Para ello, Muguruza entra en contacto con Clive Hunt, histórico de la música jamaicana, gracias a la mediación del productor francés Pierre Paparemborde (que actuará como productor ejecutivo). Clive Hunt prepara el terreno para la grabación y en enero de 2006, Muguruza viaja a Jamaica junto a Xabi Solano (trikitixa), Jon Elizalde (trombón) y Xabi Peri (programación, guitarra) para grabar un nuevo álbum. Hunt pone en contacto a los músicos vascos con la comunidad jamaicana, encargándose de llevarles al estudio, a conciertos y de presentarles a los músicos de sesión con los que realizarán la grabación. Estos serán Uzziah «Sticky» Thompson (percusiones), Daniel «Axe Man» Thompson (bajo), Wayne «C#» Clarke (batería), Frankin «Bubler» Thompson (teclados), Wayne Armond (guitarra), Dean Fraser (saxo) y David Madden (trompeta). Todos son reputados músicos de sesión, que han trabajado con Skatalites, Rita Marley, Jimmy Cliff, Shaggy o Steel Pulse. El disco se graba en los estudios Tuff Gong International y se mezcla en los estudios Big Yard. Como viene siendo habitual en sus discos, aparecen un montón de colaboradores de primer orden de la música jamaiquina: las I-Threes (Rita Marley, Marcia Griffiths y Judy Mowatt), Luciano, U-Roy o Toots Hibbert.
Una vez grabado el material, Muguruza repite en los estudios Translab con Pompon Filkenstein, para la masterización final. En mayo aparece Euskal Herria Jamaika Clash. Debido a que la discográfica independiente Metak, en la que Muguruza venía editando todos sus discos, ha cerrado por problemas económicos, crea una nueva plataforma autogestionada para editar su nuevo disco: Talka Records.

## Militancia política
La carrera artística de Muguruza siempre ha estado unida a la política.
Uno de los primeros aspectos políticos que han condicionado su carrera musical ha sido la elección del euskera como lengua de expresión. Se dice que Muguruza no pudo aprender euskera en el colegio por estar prohibida su enseñanza en las escuelas por la dictadura franquista, si bien dicha enseñanza estaba admitida por la Ley de Enseñanza de 1970 (Muguruza contaba con 7 años de edad). Se dice que aprendió el euskera a la vez que Kortatu daban sus primeros pasos. De hecho, con excepción de «Zu atrapatu arte», las canciones en euskera que aparecen en los dos primeros discos de Kortatu («Sarri, Sarri» en Kortatu; «Aizkolari», «9 zulo» y «Jaungoikoa eta lege zarra» en El estado de las cosas) estaban escritas por otras personas. Pero en Kolpez Kolpe, con el euskera recién aprendido, aparecen las primeras composiciones de Muguruza en lengua vasca.
Otro de los aspectos más característicos de Muguruza es su apuesta por la autogestión y la filosofía del hazlo tú mismo. Basándose en músicos como Jello Biafra o Ian MacKaye, Muguruza fundó, junto con sus compañeros de Negu Gorriak, la discográfica independiente Esan Ozenki Records. Más tarde editó sus trabajos en Metak, heredera de Esan Ozenki. Cuando Metak cerró, Muguruza abrió una nueva plataforma autogestionada para editar sus trabajos: Talka.
Su apuesta por la autogestión le ha hecho rechazar a lo largo de sus carrera ofertas por parte de multinacionales y empresas discográficas de renombre, tanto con Negu Gorriak como en solitario.

## Discografía

### Álbumes, sencillos y EP en solitario
| Álbumes | Álbumes                                                            | Álbumes                | Álbumes       |
| ------- | ------------------------------------------------------------------ | ---------------------- | ------------- |
| Año     | Título                                                             | Discográfica           | Notas         |
| 1998    | Amodio eta gorrotozko kantak/Canciones de amor y odio (1984-1998)  | Esan Ozenki-El Europeo | Recopilatorio |
| 1999    | Brigadistak Sound System                                           | Esan Ozenki            | Álbum         |
| 1999    | Erremixak                                                          | Esan Ozenki            | Remezclas     |
| 2000    | FM 99.00 Dub Manifest                                              | Esan Ozenki            | Álbum         |
| 2001    | Big Beñat                                                          | Esan Ozenki            | Sencillo      |
| 2002    | In-komunikazioa                                                    | Metak-Kontrakalea      | Álbum         |
| 2003    | Irun Meets Bristol. Komunikazioa                                   | Metak-Kontrakalea      | Remezclas     |
| 2004    | Sala Apolo, Barcelona 21/01/04                                     | Metak-Kontrakalea      | Live          |
| 2005    | Xomorroak (Bizitza lorontzian)/Bichitos (la vida en el tiesto)     | Metak-Kontrakalea      | Banda sonora  |
| 2006    | Euskal Herria Jamaika Clash                                        | Talka                  | Álbum         |
| 2008    | Mirant al cel                                                      | Talka                  | Banda sonora  |
| 2008    | Asthmatic Lion Sound Systema                                       | Talka                  | Álbum         |
| 2009    | Remix + beste harribitxi batzuk                                    | Talka                  | Remezclas     |
| 2013    | Radar FM 1999.2013                                                 | Talka                  | Recopilatorio |
| 2015    | Nola? Irun meets New Orleans                                       | Talka                  | Álbum         |
| 2015    | Fermin Muguruza & Chalart58 presenten Black is Beltza ASM Sessions | Kasba Music            | Álbum         |

### Videografía en solitario
| Vídeos musicales | Vídeos musicales                           | Vídeos musicales          | Vídeos musicales                                                                                  |
| ---------------- | ------------------------------------------ | ------------------------- | ------------------------------------------------------------------------------------------------- |
| Año              | Título                                     | Director(es)              | Notas                                                                                             |
| 1999             | «Urrun»                                    | Manolo Gil                |                                                                                                   |
| 2000             | «Big Beñat»                                | Asier Altuna, Telmo Esnal |                                                                                                   |
| 2002             | «In-komunikazioa»                          | Iker Trebiño              |                                                                                                   |
| 2006             | «Euskal Herria Jamaika Clash»              | Manolo Gil                |                                                                                                   |
| 2008             | «Balazalak»                                | Dani REV                  |                                                                                                   |
| 2008             | «Shoot the singer»                         | Dani REV                  |                                                                                                   |
| 2009             | «Itzuliko naiz»                            | Dani REV                  | Vídeo con imágenes del ataque de Israel contra la franja de Gaza.                                 |
| 2009             | «Asthmatic Lion»                           |                           |                                                                                                   |
| 2009             | «Ezin ihesi Berlin»                        | Dani REV                  |                                                                                                   |
| 2013             | «Zuloak Riot»                              | Dani REV                  |                                                                                                   |
| DVD              |                                            |                           |                                                                                                   |
| Año              | Título                                     | Discográfica              | Notas                                                                                             |
| 2005             | 99-04                                      | Metak-Kontrakalea         | DVD con un CD de rarezas y remezclas.                                                             |
| 2006             | Bass-que Culture                           | Talka                     | DVD documental sobre la grabación de Euskal Herria Jamaika Clash, con un CD de remixes del álbum. |
| 2007             | Afro-Basque Fire Brigade Tour 2007         | Talka                     | Libro de fotos y DVD con canciones en directo durante la gira de 2007.                            |
| 2009             | Checkpoint Rock: Canciones desde Palestina | Filmanova                 | Documental dirigido por Fermin Muguruza y realizado por Javier Corcuera.                          |
| 2012             | Zuloak                                     | Talka                     | Guion de Fermin Muguruza y Eider Rodríguez.                                                       |
| 2013             | No More Tour                               | Talka                     | Documental dirigido por Fermin Muguruza y Daniel Gómez.                                           |

### Kortatu
- El disco de los cuatro (Soñua, 1985), junto a Cicatriz, Jotakie y Kontuz-Hi!. Reeditado en CD por Oihuka en 2000.
- Kortatu (Soñua, 1985). En la reedición en CD (Oihuka, 1998) se incluyeron dos canciones extra: «Mierda de ciudad» y «El último ska».
- A La Calle (Soñua, 1986). Maxisencillo con 3 canciones.
- El Estado De Las Cosas (Soñua, 1986). En la reedición en CD (Oihuka, 1998), se incluyeron las canciones del maxisencillo A la calle.
- A Frontline Compilation (Red Rhino-Organik, 1988). Recopilatorio, reeditado en CD por Oihuka en 1998.
- Kolpez Kolpe (Oihuka, 1988). Reeditado en CD por Esan-Ozenki en 1998.
- Azken Guda Dantza (Nola!, 1988). Doble LP en directo. En la reedición en CD (Esan-Ozenki, 1992) desaparecen los pitidos censores que se escuchaban en el tema «Aizkolari». En esta edición también se descubre que el personaje oculto que aparecía en el encarte de El estado de las cosas era Juan Carlos I.

### Negu Gorriak
- Negu Gorriak (Oihuka, 1990). LP y CD. Reeditado en por Esan Ozenki en 1996.
- Gure Jarrera (Esan Ozenki, 1991). LP y CD.
- Herrera de la Mancha. 90-12-29 (Esan Ozenki, 1991). VHS.
- Gora Herria (Esan Ozenki, 1991). Maxisingle. Reeditado en CD en 1994, incluyendo como tema extra «Apatxe gaua».
- Tour 91+1 (Esan Ozenki, , 1992). VHS.
- Borreroak Baditu Milaka Aurpegi (Esan Ozenki, 1993). Doble LP y CD.
- Negu Gorriak Telebista (Esan Ozenki, 1994). VHS.
- Hipokrisiari Stop! Bilbo 93-X-30 (Esan Ozenki, 1994). Disco en directo. LP y CD.
- Ideia Zabaldu (Esan Ozenki, 1995). LP y CD.
- Ustelkeria (Esan Ozenki, 1996). Recopilatorio de maquetas y rarezas; originalmente editado como disco de apoyo que sólo se vendía por correo. Reeditado para la venta en 1999.
- Salam, Agur (Esan Ozenki, 1996). CD.
- 1990 - 2001 (Metak, 2005). DVD. Incluye los tres VHS y parte de los conciertos que dieron en 2001. Incluye un CD con temas en directo de esos mismos conciertos.

### Fermin Muguruza eta Dut
- Ireki Ateak (Esan Ozenki, 1997). CD.

### Fermin Muguruza eta The Suicide of Western Culture
- B-Map 1917 + 100 (Talka, 2017). LP y CD.

### Colaboraciones
- Albert Pla Veintegenarios (con Manolo Kabezabolo y Robe Iniesta (Veintegenarios en Alburquerque, 1997)
- Brams La diplomacia de la rebelia
- Todos Tus Muertos Dignidad (Plomo revienta, 1997)
- Desorden Público Valle de balas (Plomo revienta, 1997)
- Desorden Público Cyber revolucionario (Diablo, 2000)
- Obrint Pas Perdut als carrers del món (Coratge, 2012)
- habeas corpus A las cosas por su nombre (20 años de rabia, 20 años de sueños, 2013)
- BSO Las brujas de Zugarramurdi Zugarramurdin Akelarrea (2013)
- Kaos Urbano Los mató el Estado (2015)

## Otros medios
Fermin Muguruza es uno de los protagonistas Los puentes de Moscú de Alfonso Zapico, donde entrevistaba con el político del PSOE Eduardo Madina.
Es el director de las películas de animación Black is Beltza (2018) y Black is Beltza II: Ainhoa (2022).